# Fausto Ruesga
Fausto Ruesga (n. 18 iulie 2000, Bahía Blanca, Buenos Aires, Argentina) este un baschetbalist ce a reprezentat Argentina. A participat la Jocurile Olimpice de Tineret din 2018 în care a câștigat medalia de aur.

## Participări
Lista de mai jos prezintă principalele competiții la care a participat Fausto Ruesga de-a lungul carierei.
- Baloncesto en los Juegos Olímpicos de la Juventud de Buenos Aires 2018[*]